# Diocese de Teófilo Otoni

Mapa da Diocese de Teófilo Otoni.

A Diocese de Teófilo Otoni (Diœcesis Otonipolitana), é uma circunscrição eclesiástica da Igreja Católica Apostólica Romana no Brasil. Pertence à Província eclesiástica de Diamantina e é vinculada ao Regional Leste 2 da Conferência Nacional dos Bispos do Brasil. Tem como bispo Dom Messias dos Reis Silveira. A sé episcopal está na catedral Imaculada Conceição.

## História
A história do Diocese de Teófilo Otoni deve ser compreendida à luz dos acontecimentos político-sociais anteriores ao ato de sua criação. A região do Vale do Mucuri despertou nítido interesse socioeconômico para expandir novos círculos comerciais em seu território. Por meio de decisão do Governo Imperial, Theophilo Benedicto Ottoni e outros agentes políticos receberam a concessão da Companhia de Commercio e Navegação do Mucury (redação original). Tal compromisso, firmado em 1847, tinha por objetivo organizar expedições comerciais ao longo do Rio Mucuri, devidamente concretizadas a partir de 1851, a fim de encontrar outra rota ao litoral sul da Bahia.
Outro motivo impulsionador da opção pelo nordeste de Minas Gerais encontra regulamentação no Decreto n.º 426, de 24 de julho de 1845, que estabeleceu o Regulamento Imperial acerca das Missões de Catechese, e Civilisação dos Índios (redação original). Nessa perspectiva, o assentamento das regras gerais para atos de catequese e civilização dos povos tradicionais indígenas acabaria por levar, ao atual território dos Vales do Jequitinhonha, do Mucuri e do Rio Doce, os franciscanos da Ordem dos Capuchinhos e da Ordem dos Frades Menores. Por esse motivo, várias paróquias da região receberam padres oriundos das ordens franciscanas, cuja presença é notada hodiernamente.
Por meio da Lei Provincial n. 808, de 3 de julho de 1857, o então povoado criado por Theophilo Benedicto Ottoni  é elevado à condição de freguesia, com o nome Freguezia de Nossa Senhora da Conceição de Philadelphia (redação original), constituída como paróquia. A localidade, marcada pela virtuosa ação de seu fundador, Theophilo Ottoni, foi beneficiada pela criação da Estrada de Rodagem Santa Clara, que, mais adiante, se confundiria com a Estrada de Ferro Bahia-Minas, imortalizada na história e na música Ponta de Areia, de Fernando Brant e Milton Nascimento.
Por sua vez, a Lei n. 2.486, de 9 de novembro de 1878, de autoria do Conselheiro João da Matta Machado, criou o Município de Philadelphia, desmembrando-o de Minas Novas. A sede do recém-criado município seria assim definida na cidade de Theophilo Ottoni, em homenagem ao empresário e ao homem histórico, que faleceu em 17 de outubro de 1869, no Rio de Janeiro. Outra importante menção está inserida no Decreto n.º 8.117, de 21 de maio de 1881. 
Sem dúvida, a história da Diocese de Teófilo Otoni também se relaciona à profícua ação de Theophilo Benedicto Ottoni no sentido de angariar, desde o povoado, a identidade territorial por meio da fé. Contudo, é correto pensar que a manifestação católica se aperfeiçoa a partir desse intento, mas tal conclusão não significa dizer que inexistia, antes dessa construção política, outras manifestações religiosas. Basta lembrar que, antes mesmo da criação do Povoado de Philadelphia, o seu território nuclear já se compunha pelos povos indígenas, que dominavam toda a extensão do Rio Todos os Santos, entre eles os famosos botocudos, que possuíam rituais próprios e igualmente válidos no contexto da fé.
Ainda que constituída como paróquia somente por meio da Lei Provincial n.º 808, de 1857, a primeira capela edificada no território de Philadelphia remonta à origem do próprio povoado, dedicada a Nossa Senhora da Conceição, no lugar chamado Monte Santo. Por desejo do Padre Virgolino José Batista Nogueira, a antiga matriz fora derrubada para dar lugar aos primórdios do novo templo em 1895, com espaço adequado para a dimensão do município. Segundo o registro histórico do Padre Joel Ferreira da Silva, baseado no Livro de Tombo da Paróquia Imaculada Conceição, a pedra fundamental da nova matriz fora lançada no dia 1º de novembro de 1896, na Festa de Todos os Santos, pelo Frei Serafim de Gorizzo, à época Superior Provincial dos Capuchinhos. O lugar seria o mesmo da antiga capela: o Monte Santo. Após o falecimento do Padre Virgolino, o projeto inicial fora alterado por seu sucessor, o Monsenhor João Antônio Pimenta, que, em 1906, receberia sagração episcopal para o serviço pastoral no Rio Grande do Sul. A avançada construção erigida pela vontade do Padre Virgolino foi integralmente demolida em 2 de agosto de 1902.
Por decisão do Monsenhor João Antônio Pimenta, deu-se início a um projeto arquitetônico diverso, que, na percepção do presbítero, mostrava-se mais adequado para a imponência do Município. Com a transferência do Monsenhor João Antônio Pimenta, em 1906, a paróquia foi entregue ao governo da Ordem dos Frades Menores. Considerando esse fato, o templo também sofreu novas alterações, segundo o renovado traço pretendido pelo Frei Patrício Meyer. À época, com as suas sucessivas modificações arquitetônicas e eclesiásticas, a paróquia era conhecida pelo nome de Nossa Senhora da Conceição de Philadelphia. Após a reforma, o templo tomaria sua atual composição (mas sem a torre), construído sob a influência do estilo gótico (ainda que diverso do seu período histórico). O contemporâneo presbitério data da década de 1930, com os conhecidos entalhes do altar-mor e das Capelas do Batismo e do Santíssimo Sacramento, e foi executado pela oficina de Otto Roedel. No final da década de 1930, diante da necessidade de outras adequações, o templo passou por mais uma reforma, realizada por Henrique Rievers, tomando a atual e belíssima magnitude, já em perceptível estilo eclético.
Segundo registro histórico documentado no Arquivo da Província de Santa Cruz – Ordem dos Frades Menores, o altar e o templo da Paróquia de Nossa Senhora da Conceição foram solenemente dedicados no dia 20 de agosto de 1912, em cerimônia celebrada por Dom Joaquim Silvério de Souza, Arcebispo de Diamantina. No sepulcro do altar-mor, em lugar de certo destaque, estão depositadas as relíquias de São Bonifácio e de São Gaudêncio. Tal celebração, que durou cinco horas, contou com a presença, além de Dom Joaquim Silvério, do Padre José Coelho (secretário particular do Arcebispo), do Frei Gonzaga Gouverneur, do Frei Wenceslau Westerhof, do Frei Sabino Staphorst e do Frei Benvindo Poell, todos da Ordem dos Frades Menores, que serviam à paróquia. Da região circunvizinha, estiveram presentes: o Frei Gaspar de Módica, pároco de Ladainha (até então chamada de Sete Posses) e Poté, da Ordem dos Frades Menores Capuchinhos; o Frei Vicente de Licódia, pároco de Itambacuri, da Ordem dos Frades Menores Capuchinhos; e o Frei Samuel Tetteroo, pároco de São Miguel de Jequitinhonha (atualmente, Jequitinhonha), da Ordem dos Frades Menores.

### Criação da diocese.
A criação da Diocese de Teófilo Otoni remonta ao trabalho pastoral de Dom José Maria Pires, então Bispo de Araçuaí, e, no mesmo sentido, por necessidade de organização eclesiástica. Isso porque o referido membro do episcopado, ao perceber a dimensão geográfica da Diocese de Araçuaí, indicou à Nunciatura a necessidade de desmembramento da porção eclesiástica a partir da posição dos rios Jequitinhonha e Mucuri. Em 2016, Dom José Maria Pires foi entrevistado sobre sua vida pastoral, e, com ricos detalhes, expôs seus esforços para criar a Diocese de Teófilo Otoni, com a seguinte explicação:  
Eu volto para Diamantina e fico trabalhando lá, não na cidade, mas na Diocese. [Depois] Fui mandado como vigário de Curvelo, (...) uma cidade bastante grande, um povo muito bom, só que com um ano saiu minha nomeação para Bispo de Araçuaí (...). Daquela cidadezinha lá de Curvelo, vou para cidade de Araçuaí (...). Araçuaí estava lá naquele Norte de Minas, muita seca, pouca água, um povo sofredor e um pessoal muito trabalhador (...). Fico ali, era uma Diocese imensa, pegava toda aquela área de Teófilo Otoni (...). Quando eu fui para lá, o Arcebispo recomendou que eu, chegando, procurasse conhecer um pouco a Diocese, porque eles iam pedir à Santa Sé para transferir a sede de Araçuaí para Teófilo Otoni (...). Eu passei um ano e meio só viajando para conhecer todas as paróquias, todos os lugarejos lá. Quando eu conheci tudo, eu fiz um relatório para a Nunciatura, colocando um mapa, e mostrando que ao invés de transferir a sede para Teófilo Otoni, criasse nova Diocese. Então eu mostrei o mapa, desse lado, as águas do Jequitinhonha, Araçuaí, as águas daquele outro rio, que desce na mesma direção, Teófilo Otoni. Acharam o negócio tão bom que logo encaminharam a criação da Diocese (sic).
Por tudo isso, a Diocese de Teófilo Otoni foi determinada pela Bula Sicut Virentes, do Papa João XXIII, em 27 de novembro de 1960, com o desmembramento da Diocese de Araçuaí em 27 de novembro de 1960, a diocese de Teófilo Otoni cedeu parte de seu território em 28 de março de 1981 para a criação da Diocese de Almenara.

## Bispos

Regional CNBB Leste 2.

|                 | Nome                                | Período    | Notas                                          |
| --------------- | ----------------------------------- | ---------- | ---------------------------------------------- |
| 6º              | Messias dos Reis Silveira           | 2018–atual |                                                |
| 5º              | Aloísio Jorge Pena Vitral           | 2009–2017  | Nomeado Bispo de Sete Lagoas                   |
| 4º              | Diogo Reesink, O.F.M.               | 1998–2009  | Bispo emérito                                  |
| 3º              | Waldemar Chaves de Araújo           | 1989—1996  | Nomeado Bispo de São João del-Rei              |
| 2º              | Fernando Antônio Figueiredo, O.F.M. | 1985–1989  | Nomeado Bispo de Santo Amaro                   |
| 1º              | Quirino Adolfo Schmitz, O.F.M.      | 1960–1985  | Bispo emérito                                  |
| Bispo-coadjutor |                                     |            |                                                |
|                 | Fernando Antônio Figueiredo, O.F.M. | 1984–1985  |                                                |
| Bispo-auxiliar  |                                     |            |                                                |
|                 | Fernando Antônio Figueiredo, O.F.M. | 1984–      |                                                |
|                 | Antônio Eliseu Zuqueto, O.F.M.Cap.  | 1980–1983  | Nomeado Bispo de Teixeira de Freitas-Caravelas |